# Middle Sand
Middle Sand (kinesiska: 中沙洲) är en ö bland Paracelöarna i Sydkinesiska havet.  Paracelöarna har annekterats av Kina, men Taiwan och Vietnam gör också anspråk på dem.
Terrängen på Middle Sand är varierad. Öns högsta punkt är 8 meter över havet. 